# Chapaleufú (departement)
Chapaleufú is een departement in de Argentijnse provincie La Pampa. Het departement (Spaans: departamento) heeft een oppervlakte van 2.570 km² en telt 10.787 inwoners.

## Plaatsen in departement Chapaleufú
- Bernardo Larroude
- Ceballos
- Coronel Hilario Lagos
- Intendente Alvear
- Sarah
- Vértiz